# Meet Me at the Fountain
Meet Me at the Fountain, známý také pod názvem A New Version of 'Personal', je americký němý film z roku 1904. Režisérem je Siegmund Lubin (1851–1923). Film byl inspirován snímkem Personal (1904) od Wallace McCutcheona Sr. (1858/1862–1918). Jedná se o jeden z prvních transgenderových filmů v historii kinematografie.

## Děj
Francouzský hrabě Hardup hledá skrze inzerát manželku. Poté, co se doma před zrcadlem vhodně obleče, vyrazí do parku s fontánou, který určil jako místo setkání pro zainteresovanou stranu. Zde potká chůvu s dětským kočárkem. Když se ukloní, aby políbil děťátko, opatrovnice ho odstrčí. Šlechtice následně obklopí skupina neodbytných žen, před kterou začne utíkat. Během dlouhého útěku spadne do řeky, ze které mu pomůže se dostat jedna z pronásledujících paní, která se tak stane vítězkou ze soupeřících rivalek. Film končí detailním záběrem ženicha a nevěsty, která je jak je vidět ve skutečnosti muž oblečený jako žena, který se nezdráhá dát svému protějšku třiktát francouzský polibek.

## Obsazení
| Gilbert Sarony | nevěsta |